# 45e cérémonie des Tony Awards
La 45e cérémonie des Tony Awards a eu lieu le 2 juin 1991 au Minskoff Theatre de Broadway et fut retransmise sur CBS. La cérémonie récompensait les productions de Broadway en cours pendant la saison 1991-1992.

## Cérémonie
La cérémonie a été présentée par Julie Andrews et Jeremy Irons.

### Prestations
Lors de la soirée, plusieurs personnalités se sont succédé pour la présentation des prix dont ; Carol Channing, Joan Collins, Tyne Daly, Whoopi Goldberg, Joel Grey, Steve Guttenberg, Audrey Hepburn, Raul Julia, Jackie Mason, Shirley MacLaine, James Naughton, Penn & Teller, Anthony Quinn, Lily Tomlin, Denzel Washington.
Plusieurs spectacles musicaux présentèrent quelques numéros en live :
- Miss Saigon ("The American Dream" - Jonathan Pryce et la troupe)
- Once on This Island ("The Human Heart"/"Mama Will Provide" - La Chanze, Lillias White et la troupe)
- The Secret Garden (Medley - la troupe)
- The Will Rogers Follies ("Will-A-Mania"/"Favorite Son" - Keith Carradine, Cady Huffman et la troupe)
- How to Succeed in Business Without Really Trying ("The Year of the Musical Actor"/"I Believe in You" - Robert Morse)
- Un violon sur le toit ("If I Were a Rich Man" - Topol)
- Bye Bye Birdie ("Rosie" - Tommy Tune et Ann Reinking (en direct de Seattle))
- My Fair Lady
- Camelot (Julie Andrews)
- The Phantom of the Opera ("Music of the Night" - Michael Crawford)

## Palmarès
| Meilleure pièce | Meilleure comédie musicale |
| --- | --- |
| - Lost in Yonkers – Neil Simon - Our Country's Good – Timberlake Wertenbaker - Les Ombres du cœur – William Nicholson - Six degrés de séparation – John Guare | - The Will Rogers Follies - Miss Saigon - Once on This Island - The Secret Garden |
| Meilleure reprise d'une pièce | Meilleur livret de comédie musicale |
| - Un violon sur le toit - L'Avare - Peter Pan | - Marsha Norman – The Secret Garden - Alain Boublil et Claude-Michel Schönberg – Miss Saigon - Lynn Ahrens – Once on This Island - Peter Stone – The Will Rogers Follies                                                                  |
| Meilleur acteur dans une pièce | Meilleure actrice dans une pièce |
| - Nigel Hawthorne – Les Ombres du cœur as C.S. Lewis - Peter Frechette – Our Country's Good as 2nd Lieut. Ralph Clark - Tom McGowan – La Bête as Valere - Courtney B. Vance – Six degrés de séparation as Paul | - Mercedes Ruehl – Lost in Yonkers as Bella Kurnitz - Stockard Channing – Six degrés de séparation as Ouisa Kittredge - Julie Harris – Lucifer's Child as Karen Blixen - Cherry Jones – Our Country's Good as Liz Morden/Reverend Johnson |
| Meilleur acteur dans une comédie musicale | Meilleure actrice dans une comédie musicale |
| - Jonathan Pryce – Miss Saigon as The Engineer - Keith Carradine – The Will Rogers Follies as Will Rogers - Paul Hipp – Buddy as Buddy Holly - Topol – Un violon sur le toit as Tevye | - Lea Salonga – Miss Saigon as Kim - June Angela – Shogun: The Musical as Lady Mariko - Dee Hoty – The Will Rogers Follies as Betty Blake - Cathy Rigby – Peter Pan as Peter Pan                                                          |
| Meilleur acteur de second rôle dans une pièce | Meilleure actrice de second rôle dans une pièce |
| - Kevin Spacey – Lost in Yonkers as "Uncle" Louie - Adam Arkin – I Hate Hamlet as Gary Peter Lefkowitz - Dylan Baker – La Bête as Prince County - Stephen Lang – The Speed of Darkness as Lou | - Irene Worth – Lost in Yonkers as Grandma Kurnitz - Amelia Campbell – Our Country's Good as Various Characters - Kathryn Erbe – The Speed of Darkness as Mary - J. Smith-Cameron – Our Country's Good as 2nd Lieut. William Faddy        |
| Meilleur acteur de second rôle dans une comédie musicale | Meilleure actrice de second rôle dans une comédie musicale |
| - Hinton Battle – Miss Saigon as John - Bruce Adler – Those Were the Days as Various Characters - Gregg Burge – Oh, Kay! as Billy Lyes - Willy Falk – Miss Saigon as Chris | - Daisy Eagan – The Secret Garden as Mary Lennox - Alison Fraser – The Secret Garden as Martha Sowerby - Cady Huffman – The Will Rogers Follies as Ziegfeld's Favorite - LaChanze – Once on This Island as Ti Moune                       |
| Meilleure partition originale | Meilleure chorégraphie |
| - The Will Rogers Follies – Cy Coleman (musique), Betty Comden et Adolph Green (paroles) - Miss Saigon – Claude-Michel Schönberg (musique), Richard Maltby, Jr. et Alain Boublil (paroles) - Once on This Island – Stephen Flaherty (musique) et Lynn Ahrens (paroles) - The Secret Garden – Lucy Simon (musique) et Marsha Norman (paroles) | - Tommy Tune – The Will Rogers Follies - Bob Avian – Miss Saigon - Graciela Daniele – Once on This Island - Dan Siretta – Oh, Kay! |
| Meilleure mise en scène pour une pièce | Meilleure mise en scène pour une comédie musicale |
| - Jerry Zaks – Six degrés de séparation - Richard Jones – La Bête - Mark Lamos – Our Country's Good - Gene Saks – Lost in Yonkers | - Tommy Tune – The Will Rogers Follies - Graciela Daniele – Once on This Island - Nicholas Hytner – Miss Saigon - Eleanor Reissa – Those Were the Days                                                                                    |
| Meilleurs décors | Meilleurs costumes |
| - Heidi Landesman – The Secret Garden - Richard Hudson – La Bête - John Napier – Miss Saigon - Tony Walton – The Will Rogers Follies | - Willa Kim – The Will Rogers Follies - Theoni V. Aldredge – The Secret Garden - Judy Dearing – Once on This Island - Patricia Zipprodt – Shogun: The Musical                                                                             |
| Meilleures lumières | |
| - Jules Fisher – The Will Rogers Follies - David Hersey – Miss Saigon - Allen Lee Hughes – Once on This Island - Jennifer Tipton – La Bête | |

## Autres récompenses
Le Regional Theatre Tony Award a été décerné au Yale Repertory Theater, New Haven, Connecticut et le Tony Honor à Father George Moore (à titre posthume).